# فولاذ سبائكي

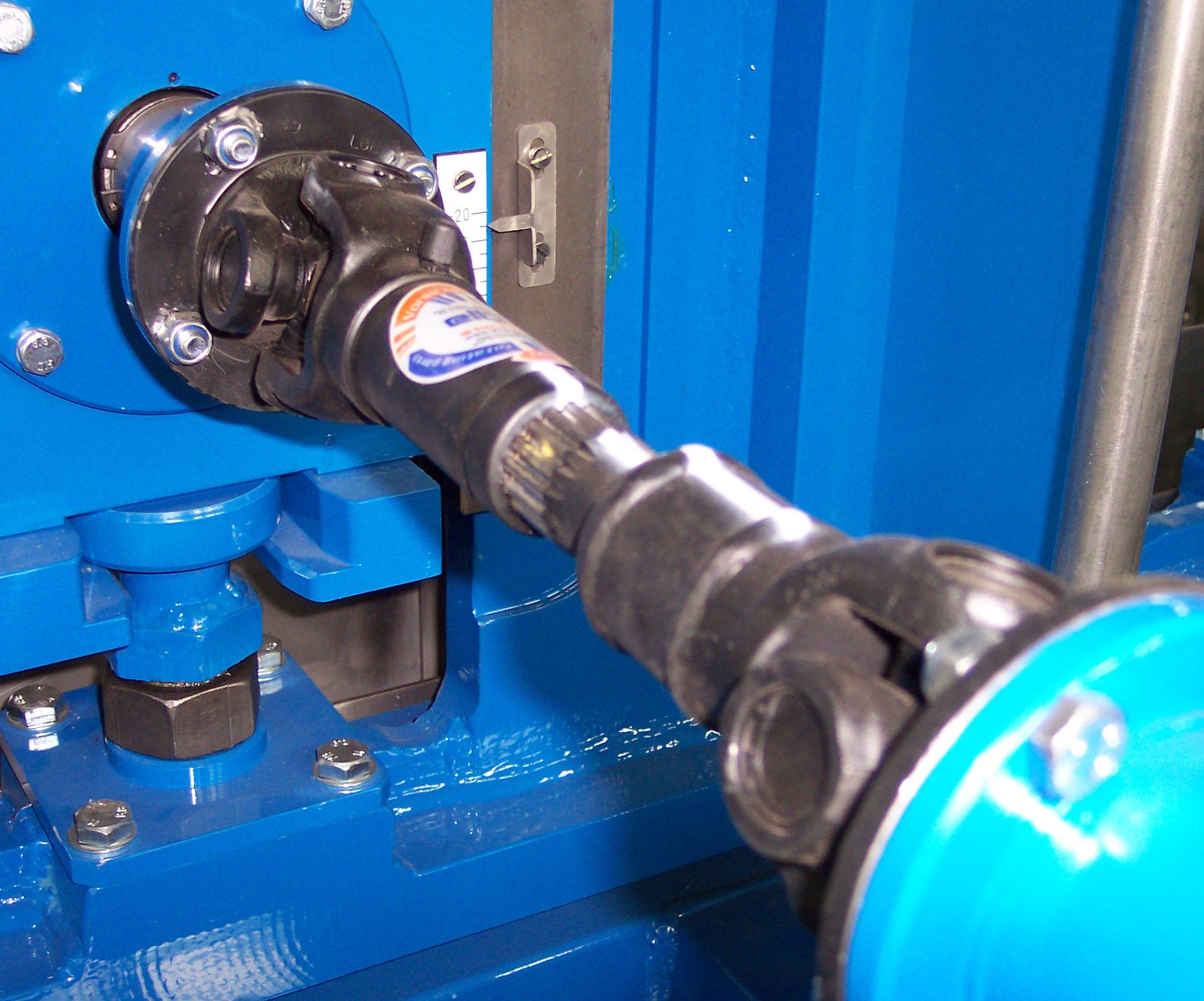
صورة لعمود الكردان مصنوع من الفولاذ لأنها أقوى وأكثر متانة

 الفولاذ السبائكي  هو فولاذ يحتوي على خليط من العناصر الكيميائية بنسب تتراوح بين 1-50 % من وزن السبيكة لتحسين خواصها الميكانيكية. تنقسم سبائك الفولاذ السبائكي إلى مجموعتين رئيسيتين: سبائك الفولاذ قليل العناصر السبائكية وسبائك الفولاذ كثير العناصر السبائكية. هناك اختلاف حول النسبة التي تفصل بين التصنيفين بين 4 % أو 8 %. ومع ذلك، يُقصد غالباً بمُسمّى «الفولاذ السبائكي» «سبائك الفولاذ قليل العناصر السبائكية».
الفولاذ السبائكي له قوة وصلادة وصلادة في درجات الحرارة العالية ومقاومة للبلي وقابلية للتصلد مقاومة للكسر أكبر من الفولاذ الكربوني. ومع ذلك، فقد يتطلب الأمر إجراء معالجة حرارية للسبيكة لتحقيق هذه الخواص. أشهر العناصر السبائكية هي الموليبدينوم والمنجنيز والنيكل والكروم والفاناديوم والسيليكون والبورون.

## الفولاذ قليل العناصر السبائكية
عادة ما تستخدم سبائك الفولاذ قليل العناصر السبائكية لتحقيق لجعل قابلية التصلد للمعدن أفضل، وهذا بدوره يحسن خواصها الميكانيكية الأخرى. كما أنها تستخدم لزيادة المقاومة للتآكل في ظل ظروف بيئية معينة.
في سبائك الفولاذ قليل العناصر السبائكية التي تحتوي على نسب كربون متوسطة إلى عالية، يصعُب اللحام. خفض نسبة الكربون إلى 0.10-0.30 %، مع تقليل نسب بعض العناصر السبائكية، يزيد من قابلية السبيكة للحام وقابليتها للتشكيل، من المحافظة على قوتها كسبائك الفولاذ عالي القوة منخفض العناصر السبائكية.

## خصائصه
يتم إضافة العناصر السبائكية لتحقيق خصائص معينة في السبيكة. وبصفة عامة، يتم تضاف العناصر السبائكية بنسبة مئوية أقل من 5 %، لزيادة القوة أو قابلية التصلد، أو بنسبة مئوية أكثر من 5 % لتحقيق خصائص خاصة مثل المقاومة للتآكل أو لاستقرار البنية المجهرية للسبيكة عند درجات الحرارة العالية.
يضاف المنجنيز والسيليكون والألومنيوم أثناء عمليات صناعة الفولاذ لإزالة الأوكسجين الذائب في المصهور. كما يضاف المنجنيز والسيليكون والنيكل والنحاس لزيادة القوة عن طريق التسابك مع الفيريت في صورة محاليل فولاذة. يزيد الكروم والفاناديوم والموليبدينوم والتنجستين من قوة السبيكة عن طريق تكوين الكربيدات. وعند إضافة النيكل والنحاس بكميات قليلة، تتحسن مقاومة السبيكة للتآكل. الموليبدينوم يساعد على مقاومة الهشاشة. الزركونيوم والسيريوم والكالسيوم تزيد من مقاومة السبيكة للكسر عن طريق التحكم في شكل شوائب. أما كبريتيد المنجنيز والرصاص والبزموت والسيلينيوم والتيلوريوم، فتزيد من قابلية السبيكة للتشغيل [الإنجليزية].
تميل العناصر الكيميائية لتكوين مركبات أو كربيدات. النيكل قابل للذوبان للغاية في الفيريت، لذا فهو يكون مركبات عادة Ni3Al. الألومنيوم أيضاً يذوب في الفيريت ويكوّن مركبات عادة Al2O3. السيليكون هو أيضا قابل للذوبان للغاية، ويشكّل عادة مركبات SiO2•MxOy. المنجنيز يذوب معظمه في الفيريت مكوناً مركبات MnS و MnO•SiO2، بل يكوّن أيضاً كربيدات في صورة Mn3C. أما الكروم فينقسم بين الفيريت والكربيد في الفولاذ، في صور Cr3C و Cr7C3 و Cr23C6، ويتوقف نوع كربيد الكروم المتكوّن على نسبة الكربون في السبيكة، ونوعية العناصر الأخرى الموجودة بها. يكوّن التنجستين والموليبدينوم كربيدات، إذا كان هناك ما يكفي من الكربون، وفي حالة عدم وجود عناصر مكوّنة أقوى للكربيدات مثل التيتانيوم والنيوبيوم، فتكوّن كربيدات W2C و Mo2C على التوالي. الفاناديوم والتيتانيوم والنيوبيوم من العناصر التي تميل بقوة لتكوين الكربيدات، فتكوّن كربيد الفاناديوم وكربيد التيتانيوم وكربيد النيوبيوم على التوالي.
تؤثر العناصر السبائكية أيضاً على درجة حرارة الأيوتيكتويد للفولاذ. المنجنيز والنيكل يقللان من درجة حرارة الأيوتيكتويد، لذا فهي تعرف باسم «العناصر المثبّتة للأوستنيت». إذا تواجدت نسبة كافية من تلك العناصر في السبيكة، يمكن الحصول على بنية مجهرية لطور الأوستنيت في درجة حرارة الغرفة. العناصر التي تميل لتكوين الكربيدات، ترفع من درجة حرارة الإيوتيكتويد؛ فتعرف هذه العناصر باسم «العناصر المثبّتة للفيريت».
| العنصر       | نسبته       | تأثيره                                                                                             |
| ------------ | ----------- | -------------------------------------------------------------------------------------------------- |
| الألومنيوم   | 0.95–1.30   | عنصر سبائكي في سبائك الفولاذ المنتردة                                                              |
| البزموت      | -           | يحسّن من قابلية التشغيل                                                                             |
| البورون      | 0.001–0.003 | يزيد قابلية السبيكة للتصلد بقوة                                                                    |
| الكروم       | 0.5–2       | يزيد قابلية السبيكة للتصلد                                                                         |
| الكروم       | 4–18        | يزيد من مقاومة السبيكة للتآكل                                                                      |
| النحاس       | 0.1–0.4     | يزيد من مقاومة السبيكة للتآكل                                                                      |
| الرصاص       | -           | يحسّن من قابلية التشغيل                                                                             |
| المنجنيز     | 0.25–0.40   | يتحد مع الكبريت ليمنع الهشاشة                                                                      |
| المنجنيز     | >1          | يزيد قابلية السبيكة للتصلد                                                                         |
| الموليبدينوم | 0.2–5       | مكوّن للكربيدات ويمنع نمو الحبيبات                                                                  |
| النيكل       | 2–5         | يزيد من مقاومة السبيكة للكسر                                                                       |
| النيكل       | 12–20       | يزيد من مقاومة السبيكة للتآكل                                                                      |
| السيليكون    | 0.2–0.7     | يزيد من قوة السبيكة                                                                                |
| السيليكون    | 2           | يستخدم في فولاذ اليايات                                                                            |
| السيليكون    | نسب أعلى    | يحسّن الخواص المغناطيسية                                                                            |
| الكبريت      | 0.08–0.15   | يحسن من خواص التشغيل                                                                               |
| التيتانيوم   | -           | يثبّت الكربون في قلب الحبيبات ويقلل من صلادة المارتنسيت في سبائك فولاذ الكروم                       |
| التنجستين    | -           | يحسن الصلادة في درجات الحرارة العالية                                                              |
| الفاناديوم   | 0.15        | يثبّت الكربيدات، يزيد من قوة السبيكة مع المحافظة على المرونة، تجعل البنية المجهرية ذات حبيبات صغيرة |